# Radical Dreamers - Le Trésor Interdit -
Radical Dreamers - Le Trésor Interdit - (ラジカル・ドリーマーズ -盗めない宝石-, Rajikaru Dorīmāzu –Nusumenai Hōseki–, litt. « le joyau qui ne peut pas être volé ») est un jeu vidéo japonais à mi-chemin entre le visual novel et le jeu d'aventure textuel, développé par Square Co., Ltd., sorti sur Super Famicom via le périphérique Satellaview en 1996.
Le jeu se présente comme une compilation de courtes histoires interactives qui se rapprochent du concept des "livres dont vous êtes le héros", et dont le premier arc scénaristique a été rédigé par Masato Kato. Il dispose d'un gameplay aux graphismes minimalistes, aux effets sonores et à la bande-son marquée par le compositeur Yasunori Mitsuda.
Le joueur dirige un jeune aventurier nommé Serge, accompagné de Kid, une chasseuse de trésor téméraire et d'un magicien masqué se faisant appeler Magil.
Radical Dreamers appartient à la série des Chrono en tant que « gaiden » (ou spin-off) du jeu-vidéo Chrono Trigger, sorti en 1995. Conçu pour compléter l'intrigue de son prédécesseur, son premier arc scénaristique permet de répondre à quelques questions laissées en suspens à la fin de de l'opus précédant, notamment en ce qui concerne le destin de certains personnages. La trame de base de Radical Dreamers a ensuite servi d'inspiration à Chrono Cross, jeu vidéo sorti sur PlayStation en 1999 au Japon. Certains éléments scénaristiques, personnages, noms de lieux, ainsi que des musiques, ont été repris et étoffés. De par son système de jeu basé sur du texte et son atmosphère sombre, Radical Dreamers propose une expérience vidéoludique très différente des autres opus de la saga.
Radical Dreamers devait être mis en vente au quartier de l'électronique de Tokyo, Akihabara. Square souhaitait également l'intégrer dans le portage japonais de PlayStation de Chrono Trigger en tant qu'easter egg. Le réalisateur et scénariste Masato Kato, considérant cette œuvre comme incomplète et pas assez aboutie, ne souhaitait pas la voir rééditée sous une forme ou une autre et s'est donc opposé ces deux sorties. Malgré sa volonté de ne pas inclure le jeu au « canon » de la série, il est suggéré que les aventures de Serge, Kid et Magil se déroulent dans une dimension parallèle à celle des autres opus.
Bien qu'au départ le jeu ne fut pas publié officiellement en dehors de son pays d'origine, il a bénéficié d'une traduction amatrice anglophone via rom hacking en 2003, permettant ainsi une traduction amatrice française l'année suivante. Radical Dreamers a finalement été incorporé dans la compilation remastérisée Chrono Cross: The Radical Dreamers Edition, sortie à l'internationale en avril 2022 sur Microsoft Windows, Nintendo Switch, PlayStation 4 et Xbox One, bénéficiant d'une traduction officielle, plus fidèle au script japonais de base, et ce, dans plusieurs langues, dont l'anglais et le français.

## Système de jeu
Le gameplay se compose de plusieurs scénarios basés sur du texte qui ont pour narrateur le personnage principal, Serge.
Radical Dreamers propose une expérience minimaliste en termes de graphisme et d'animation. La plupart des zones sont rendues avec un fond obscur et généralement statique ou très peu animé. Le jeu utilise des musiques et des sons atmosphériques. L'accent est mis sur l'immersion dans l'ambiance nocturne, lugubre et inquiétante du manoir, dans un cadre rappelant la traditionnelle exploration de donjons médiévaux emblématique des jeux de rôles.
Au fur et à mesure de la progression, le jeu propose une liste d'actions possibles et le joueur devra en choisir une. Selon les choix effectués, il est possible d'entrer dans une nouvelle zone, d'être confronté à de nouvelles situations, de rencontrer de nouveaux personnages ou de faire un autre choix si le précédent était incorrect.
Lors de combats contre des monstres, le joueur doit choisir parmi différentes options telles que « Attaquer », « Magie » ou « Fuite » (semblables aux options de combats dans les RPG tour par tour), mais parfois aussi d'autres commandes inédites dans des situations plus complexes. Certaines décisions doivent être prises avant qu'un chronomètre invisible s'épuise. Des hésitations de la part du joueur peuvent avoir pour conséquence des blessures ou la mort d'un personnage. La santé physique de Serge est suivie par un nombre de points de vie invisibles pouvant être restaurés par certains événements comme l'acquisition d'une potion ou de nourriture.
Le gameplay dispose également d'un système calculant le niveau d'affection que Kid éprouve pour Serge. Le joueur peut renforcer cette relation en sélectionnant les bons choix de dialogue ainsi qu'en remportant des combats tout en restant indemne. Les sentiments de la jeune fille peuvent déterminer la survie de Serge face à certains événements importants. Le joueur peut vérifier l'état de leur relation en lui parlant sur la terrasse du manoir ou en prêtant attention aux commentaires de Kid à son égard à l'issue des combats.
Comme pour les autres jeux de la franchise Chrono, Radical Dreamers contient une variante du mode « New Game Plus ». Seul le premier arc scénaristique est disponible lors de la première partie ; après l'avoir complété et avoir obtenue l'une des deux fins possibles, le joueur peut découvrir six autres scénarios inédits.

## Éléments de scénario

### Personnages principaux
L'aventure proposée par Radical Dreamers introduit trois personnages principaux.
Le héros, et narrateur de l'histoire, est Serge (セルジュ, Seruju), un jeune vagabond nomade et musicien itinérant. Il y a trois ans, lors de son passage à Regiorra, aux confins d'une région éloignée, il rencontra Kid (キッド, Kiddo), une jeune voleuse expérimentée dotée d’un fort tempérament et ayant atteint à ce jour l'âge de seize ans.
Serge semble nourrir des sentiments pour la jeune fille, tout en étant conscient de son caractère difficile. En effet, elle se montre impulsive, têtue, cupide, arrogante et parfois brutale, mais elle est aussi capable de faire preuve d'une grande détermination, de dynamisme et de volonté. Malgré son appréhension, Serge la suit dans toutes ses aventures, en étant malgré tout partagé entre plusieurs émotions, la compagnie de Kid n’étant pas de tout repos.
La relation entre les deux adolescents est assez ambivalente, Kid alternant souvent entre une attitude de franche camaraderie et une attitude plus rude et autoritaire, n'hésitant pas à réprimander Serge, surtout quand celui-ci se montre craintif, maladroit ou hésitant. Cependant, Serge réussit parfois à l'impressionner, notamment en remportant des combats ou en faisant preuve de courage et d'ingéniosité. En de très rares occasions, Kid adopte mystérieusement une attitude très différente, affichant une personnalité plus douce, compatissante et mélancolique, se questionnant sur le sens de l'existence et sur le destin.
Le troisième personnage de cette histoire, se faisant appeler Magil des Ombres (影のギル, Kage no Giru), est un élégant et mystérieux sorcier masqué âgé d'une trentaine d'années au caractère taciturne. Capable de se mouvoir dans l'ombre à volonté et maîtrisant divers sortilèges, il est de loin le personnage le plus énigmatique ; même Kid, dont il est le mentor depuis des années, semble ignorer beaucoup de choses à son sujet. Cependant, elle semble lui vouer une confiance sans faille et il est l'une des rares personnes à qui elle semble bien vouloir accorder son respect. Magil semble avoir une connaissance quasi encyclopédique de l'Histoire et reconnaître la présence de magie quant elle est l’œuvre. Il est un allié indispensable au groupe, pouvant même faire preuve d'un sens de l'humour sarcastique et décalé à de très rares occasions.

### Scénario principal
Durant une nuit de pleine lune, le groupe des Radical Dreamers ont pour mission d'infiltrer le Manoir Ophide (蛇骨館, Jakotsu-kan), la résidence du Seigneur Lynx (ヤマネコ大君, Yamaneko Taikun), un puissant aristocrate qui a pris le pouvoir sur les terres de Regiorra. Il est dit qu'un mystérieux artefact, nommé la Flamme gelée, s'y trouve, cachée quelque part au sein du château. Selon diverses légendes, ce trésor, autrefois aux mains d'un royaume du nord, permettrait d'exaucer n'importe quel souhait. Kid, en tant que chasseuse de trésors, compte bien dérober ce précieux joyau, mais elle semble également avoir des comptes plus personnels à régler avec le propriétaire des lieux.
Pendant qu'ils se faufilent à travers les corridors du manoir, le trio doit résoudre des énigmes, éviter des pièges et combattre de nombreuses créatures mystiques servant de sous-fifres à Lynx, tout en éclaircissant l'histoire des lieux et de ses occupants.
Le groupe va faire la rencontre de la fille adoptive de Lynx, Dame Ophélie (リデル, Rideru, "Riddel") et apprendra qu'il y a une dizaine d'année, le château était la demeure du Général Ophide (蛇骨大佐, Jakotsu-taisa), son père biologique et l'ancien gouverneur de Galibourg, le territoire de l'ouest, qui fut trahi et assassiné par Lynx. Ce dernier s'appropria la Flamme gelée et extermina les hussards d'Acacia, un ordre de chevalerie au service de la dynastie ophidienne. Ophélie échappa au sort subit par son clan car elle entretenait un lien spirituel avec la Flamme, ce qui poussa Lynx a lui laisser la vie sauve et à l'adopter afin de consolider les pouvoirs du joyau.
Les aventuriers firent d'autres étonnantes rencontres en parcourant les pièces du manoir : celle d'un vieux gobelin pacifique et érudit prénommé Grizmeld, amateur de thé et de littérature ; celle d'un miroir magique pouvant révéler des secrets bien gardés, mais contraint par Lynx de tendre un piège au trio ; ils découvriront aussi l'existence d'un vieil homme prisonnier dans les cachots, un ancien hussard rongé par la culpabilité d'avoir trahi ses anciens compagnons ; la rencontre la plus énigmatique restera celle d'une vieille femme, douée en magie, se cachant dans la réserve du manoir.
Leur exploration les amènera à acquérir une ancienne lame légendaire, l'épée blanche sacrée « Einlanzer ». Cette épée est en réalité la contrepartie d'une autre arme mythique nommée « Masamune », la lame rouge maudite, forgée autrefois par Bosch, le forgeron et sage de la vie originaire du royaume de Zhyle dans Chrono Trigger. « Masamune » est en réalité un autre nom pour désigner l'épée « Grandléon », maniée autrefois par Glenn au Moyen-âge, mais qui a subi une mystérieuse malédiction la rendant démoniaque.

#### Révélations
Durant la dernière partie de l'aventure, Magil expliquera à Serge que la Flamme gelée est en réalité un fragment de l'extraterrestre Lavos. Lors de l'impact de la créature sur la planète à l'ère préhistorique, un morceau de sa carapace s'est détaché et cet objet fut nommé « Flamme gelée ». Capable de débloquer le potentiel cachée de l'humanité et d'octroyer la vie éternelle, la Flamme fut en possession de l'ancienne civilisation antique de Zhyle. Il est suggéré que la décadence du royaume de Zhyle, suivi d'un cataclysme ayant entraîné sa fin en l'an -12000, pourraient être liés à une utilisation abusive de ses pouvoirs. Elle fut ensuite retrouvée à une époque indéterminée par le royaume de Gardia. À la suite de la chute de Gardia, la Flamme passa entre d'innombrables mains avant d'atterrir dans celles du général Ophide, jusqu'à ce que Lynx s'en empare.
Le passé de Kid est également révélé en filigrane tout au long de l'aventure : On peut apprendre que lorsqu'elle était enfant, celle-ci vivait dans un orphelinat à Regiorra, où elle fut adoptée par Lucca, qui la considérait comme sa petite sœur. Bien que très pauvres elles vivaient heureuses jusqu'à ce que les sbires de Lynx enlevèrent Lucca et incendièrent l'orphelinat. Kid, seule survivante de cette tragédie, se rendit au manoir pour venger la disparition de sa grande sœur adoptive. Elle réussira à infiltrer le château mais fut capturée. Elle fut sauvée d'une défaite certaine par Magil, qui utilisa sa capacité à se fondre dans les ombres pour passer inaperçu et la faire sortir en toute sécurité des lieux.
Le trio finit par retrouver Lynx dans une crypte souterraine abritant des ruines de l'ancien royaume magique de Zhyle. Lynx révélera qu'il souhaitait attirer Kid jusqu'ici depuis le début, traçant une piste pour elle sans qu'elle ne s'en rende compte. Il révéla aussi qu'il avait traqué, enlevé et assassiné Lucca uniquement dans le but de s'emparer d'un objet qu'elle possédait et qu'elle avait confié à Kid : cet objet était l’« Œuf du Temps », aussi connu sous le nom de « Chrono Trigger ». Lynx soutient que la possession et l'utilisation simultanée de l’Œuf et de la Flamme permettrait de remodeler l'Histoire à sa guise et d'acquérir un contrôle ultime sur le temps. Lucca souhaitait que Kid enterre ces deux objets dans les tombes de Marle et de Chrono, ses meilleurs amis et anciens souverains de Gardia.
Lors du combat final contre Lynx, l’Œuf du Temps et la Flamme Gelée rentrèrent en symbiose, faisant apparaître un halo de lumière qui enveloppa le corps de Kid, lui permettant de retrouver ses souvenirs perdus. Il est révélé que lors du cataclysme ayant frappé le royaume de Zhyle à l'ère antique, la princesse Sarah fut rongée par la culpabilité du fait son implication dans le désastre. La Flamme gelée, ressentant son chagrin, effaça sa mémoire et lui permit de recommencer sa vie à zéro, en redevenant un bébé et en l'envoyant à l'ère moderne où elle fut adoptée par Lucca. De nombreux éléments sous-entendent également que Magil est en réalité Magus, justifiant sa présence auprès de Kid et sa grande connaissance de l’Histoire.
L’Œuf du Temps se brisa et lors du choc, il engloutit le groupe dans une distorsion dimensionnelle, conduisant Serge à plonger dans la « mer des songes », un lieu où d'innombrables mondes parallèles se superposent et où il pût observer plusieurs scènes de l'Histoire et de sa propre vie. Serge réussira à s'en extirper et à ramener Kid à la réalité en fredonnant la chanson préférée de Lucca.
Les choses ne se calmèrent pas pour autant et le groupe se retrouva confronté au débarquement des soldats de l'armée de Palpori, la puissante nation du Sud, accompagné de la vieille femme rencontrée plus tôt dans la réserve ; celle-ci révéla être la générale en chef de l'armée de Palpori, Dame Viviane (パレポリの魔導宰相・レディ・ヴィラ, Parepori no madō saishō Redi Vira, litt. "Chancelière Magique de Palpori, Lady Vera"), et désirait elle aussi s'approprier la Flamme gelée.
Lynx se retira, tout comme Kid, Serge et Magil, qui prirent la fuite grâce aux sortilèges de ce dernier. Kid et Magil étant désormais traqués par l'armée de Palpori, la jeune fille fut contrainte de faire ses adieux à Serge, en lui promettant de revenir un jour vers lui, avant de disparaître dans les ténèbres avec son acolyte.
L'épilogue nous ramène dans le présent, plusieurs années après les événements, où le petit-fils de Serge repose le journal intime racontant les aventures de son défunt grand-père. Une jeune fille qu'il semble reconnaître s'invite chez lui pour lui proposer de partir à l'aventure visiter les ruines d'un ancien manoir découvert dans la forêt.
Cette fin ouverte peut avoir diverses interprétations possibles. Il pourrait suggérer que Kid et Serge n'ont jamais eu l'opportunité de se revoir après les événements du manoir, mais que leurs descendants ont fini par se rencontrer, réalisant ainsi d'une certaine manière le désir de réunion exprimé par leurs ancêtres. Une autre perspective pourrait être que Kid et Serge se sont peut-être réincarnés d'une certaine manière à travers ces deux enfants, symbolisant la continuité de leurs liens à travers le temps.

### Arcs scénaristiques
Après que le joueur ait complété le premier scénario intitulé « Kid : le trésor interdit », d'autres scénarios sont débloqués grâce à un système similaire au « New Game Plus » utilisée dans les autres opus de la série.
Ces différents « arcs scénaristiques » (編, Hen) proposent un cheminement différent de l'aventure et peuvent être activés selon les choix de dialogue du joueur avant l'entrée dans le manoir, ou bien une fois à l'intérieur de celui-ci.
Dans certains de ces scénarios, le ton peut aller de la tragédie à la comédie ; certains personnages, tels que Kid, Lynx et Magil, possèdent des identités bien différentes de celles qu'ils ont dans le premier scénario. En effet, seul le premier arc peut être considéré comme canonique à l'univers de la série des Chrono, les autres scénarios n'ayant vraisemblablement aucun lien avec l'univers établi dans la franchise. Il existe cependant quelques références discrètes à Chrono Trigger dans l'arc « Kid et le tournesol ».
- Kid : Le trésor interdit (キッド 盗めない宝石編, Kiddo Nusumenai hōseki hen?) : Le scénario principal.
- Magil : Passion, folie et évasion ! (ギル 愛と勇気の駈け落ち編, Giru Ai to yūki no kakeochi hen?) : Magil, de son vrai nom Gilbert, est en réalité un ami d'enfance de Dame Ophélie, et est amoureux d'elle. Quand le manoir est alerté de la présence du groupe par Noella, la femme de chambre, Magil prend Ophélie sur son épaule et se précipite hors du manoir. Lynx, père bienveillant dans ce scénario, lui dit fièrement au revoir, en larmes.
- Kid et le tournesol (ひまわりとキッド編, Himawari to Kiddo hen?) : Kid se dispute avec une créature vicieuse ayant l'apparence d'un tournesol, qui la transforme en un monstre malveillant. Ils se retrouvent également confrontés à une armée de gobelins de Lynx, dirigée par Gogob, un clown excentrique se faisant appeler l'"horreur aux cheveux verts". Serge doit embrasser Kid pour la faire revenir à la normale, ou utiliser une dague spéciale pour récupérer son âme au risque que la sienne soit capturée. Trois fins différentes sont possibles selon les choix de Serge.
- La grande poursuite de l'espace ! (激闘撲滅流星刑事編, Gekitō bokumetsu ryūsei keiji hen?) : Magil, de son vrai nom Musikos, est un policier de l'espace à la recherche d'Octo-Lynx, une créature extraterrestre malveillante.
- Félicia vers la lumière (帰郷・灯のシェア編, Kikyō Akari no Shea hen?) : Kid apprend que Lynx et sa tutrice Félicia sont prisonniers d'un sceau magique. Félicia donne des instructions à Magil pour détruire la Flamme gelée et se débarrasser de Lynx. Le ton de ce scénario est particulièrement sombre comparée aux autres.
- Paradius : La mystérieuse méga-arme (謎の巨神兵器・パラダイスＸ編, Nazo no kyoshin heiki Paradaisu Ekkusu hen?) : Serge trouve un étrange cristal habité par une entité nommée Mashax, le "maître des mystères", un illusionniste, qui teste leurs forces avec des combats de gladiateurs.
- La Mort et le Royaume des ombres (影の王国・死の女神編, Kage no ōkoku Shi no megami hen?) : Kid libère accidentellement Lilith, la déesse de la Mort. Elle tente de s'emparer de l'âme de Kid, mais Magil intervient. Le dénouement est légèrement différent selon l'affection de Kid pour Serge.